# Paolo (console 352)
Paolo (latino: Paulus; fl. 352) è stato un politico romano sostenitore dell'usurpatore Magnenzio.
Magnenzio, che controllava la parte occidentale dell'Impero romano, nominò consoli per l'anno 352 il fratello Decenzio e Paolo; l'imperatore Costanzo II, che controllava la parte orientale dell'impero, non li riconobbe, assumendo il consolato per sé e per il cugino e cesare Gallo.
Durante il mandato di Decenzio e Paolo, però, Costanzo penetrò col proprio esercito in Italia, ponendo la corte a Milano e forzando Magnenzio a ritirarsi in Gallia. Entro la fine dell'anno, il sostegno all'usurpatore nella penisola italica era svanito: l'ultima testimonianza epigrafica riguardante Paolo in Italia risale al tardo luglio.